# Annie Lennox
Annie Lennox (Aberdeen, 25. prosinca 1954.) je škotska glazbenica. Karijeru je započela u pop grupi The Tourists, te je kasnije s bivšim članom grupe Daveom Stewartom osnovala sastav Eurythmics. Duo je tijekom 1980-ih postigao međunarodni uspjeh sa singlovima kao "Sweet Dreams" i "Here Comes the Rain Again".

## Karijera
1990-ih, započela je solo karijeru debitantskim albumom Diva (1992.), koji je lansirao nekoliko hitova uključujući "Why" i "Walking on Broken Glass". Do danas, objavila je pet solo albuma i 2009. kompilaciju The Annie Lennox Collection. Dobitnica je osam nagrada BRIT, više nego bilo koji drugi ženski izvođač. 2004., osvojila je Zlatni globus i Oscara za najbolju originalnu pjesmu "Into the West", skladanu za film Gospodar prstenova: Povratak kralja.
Osim glazbenom karijerom, Annie Lennox bavi se političkim i socijalnim aktivizmom, kao prikupljanjem novca za dobrotvorne svrhe i podizanjem svijesti u vezi problema HIV-a u Africi, ili predvodeći događaje kao skup protiv rata u Gazi u Londonu 3. siječnja 2009. Također, protivila se korištenju pjesme Eurythmicsa "I Saved the World Today"  u predizbornoj kampanji Izraelske ministrice vanjskih poslova Tzipi Livni.
Kao priznatu ikonu pop-kulture, a zbog njenog karakterističnog alta i atraktivnih scenskih nastupa, VH1 je Annie Lennox prozvao "Najvećom živućom bijelom soul pjevačicom", a Rolling Stone "jednom od 100 najvećih pjevačica svih vremena". Radi globalnog komercijalnog uspjeha od početka 1980-ih, istakla se kao "najuspješniji britanski ženski izvođač u glazbenoj povijesti Velike Britanije". Uključujući i karijeru u Eurythmicsima, Lennox je prodala više od 80 milijuna ploča u cijelom svijetu.

## Diskografija
| Albumi - In the Garden (1981.) - Sweet Dreams (Are Made of This) (1983.) - Touch (1983.) - 1984 (For the Love of Big Brother) (1984.) - Be Yourself Tonight (1985.) - Revenge (1986.) - Savage (1987.) - We Too Are One (1989.) - Peace (1999.) Kompilacije - Greatest Hits (1991.) - Ultimate Collection (2005.) Live albumi - Live 1983–1989 (1993.) | Albumi - Diva (1992.) - Medusa (1995.) - Bare (2003.) - Songs of Mass Destruction (2007.) - A Christmas Cornucopia (2010.) - Nostalgia (2014.) Kompilacije - The Annie Lennox Collection (2009.) |

## Vanjske poveznice
- Službena stranica annielennox.com  Arhivirana inačica izvorne stranice od 6. prosinca 2010. (Wayback Machine)
- The ultimate Eurythmics website eurythmics.me.uk